# Tempuranduwur
Tempuranduwur is een bestuurslaag in het regentschap Wonosobo van de provincie Midden-Java, Indonesië. Tempuranduwur telt 2664 inwoners (volkstelling 2010).